# Expédition féminine de 1959 au Népal
L'expédition féminine de 1959 au Népal est une expédition himalayenne de 1959 dirigée par Claude Kogan.
Il s’agit de la première expédition féminine et internationale dans l'Himalaya. Elle réunit 12 membres et a pour but l'ascension du Cho Oyu (8 188 m), à la frontière entre le Népal et le Tibet. Le camp de base est établi le 16 septembre 1959 mais, probablement le 2 octobre, Claude Kogan, une de ses camarades et un sherpa meurent, emportés par une avalanche à 7 700 m d'altitude sans avoir pu atteindre le sommet ; l'expédition est stoppée.

## Contexte

### Proposition
En octobre 1954, Claude Kogan tente, avec le guide Raymond Lambert, l'ascension du Cho Oyu, mais renonce à 450 mètres du sommet à cause du vent. En 1957, elle annonce au jubilé du Ladies Alpine Club un projet d'expédition exclusivement féminine au Cho Oyu, ce qui constituait une première dans l’Himalaya. Cette annonce retient l'intérêt de plusieurs alpinistes présentes, mais fait également l'objet, lors de son annonce publique, de nombreuses critiques sceptiques.

### Préparation

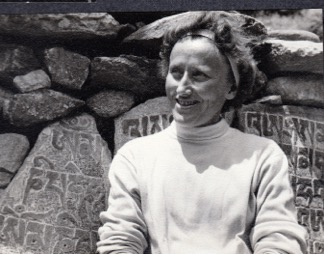
Claude Kogan au début de l'expédition.

Pendant deux ans, Claude Kogan s'affaire à préparer son expédition. Elle reçoit des soutiens de la part d'un équipementier à Grenoble ainsi que de son club d'alpinisme. Jean Franco lui permet également d'obtenir du matériel. Elle établit des exclusivités de presse avec Paris Match, le Daily Telegraph et l'agence helvétique Cosmopress. Cependant la majorité de cette expédition doit être financée par ses participantes européennes qui se constituent en société, avec une participation de 450 000 anciens francs par personne.

### Caractéristiques
L'expédition était prévue pour 3 mois pour une distance totale de 300 km avec 7 000 mètres de dénivelé. Elle était composée de 12 alpinistes expérimentées qui étaient accompagnées de 12 sherpas et 200 porteurs.
| Nationalité | Nom                                                         | Fonction            |
| ----------- | ----------------------------------------------------------- | ------------------- |
| Française   | Claude Kogan                                                | Cheffe d’expédition |
| Française   | Micheline Rambaud                                           | Cinéaste            |
| Française   | Colette Le Bret                                             | Médecin             |
| Française   | Jeanne Franco                                               | Alpinistes          |
| Britannique | Margaret Darvall (en), Dorothea Gravina (en), Eileen Healey | Alpinistes          |
| Suissesse   | Louise « Loulou » Boulaz                                    | Alpinistes          |
| Belge       | Claudine van der Straten (en)                               | Alpinistes          |
| Népalaise   | Pem Pem et Nima Norgay, Douma                               | Alpinistes          |

Les neuf alpinistes européennes de l'expédition
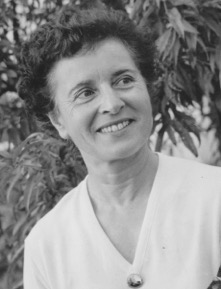
Loulou Boulaz.
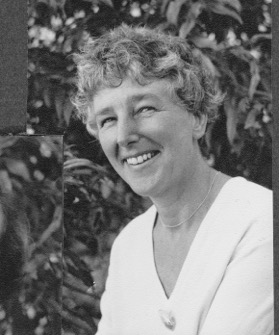
Margaret Darwall.
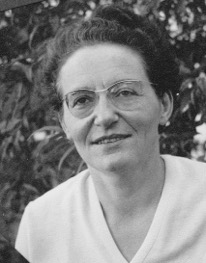
Jeanne Franco.
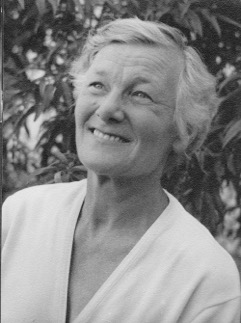
Dorothea Gravina.
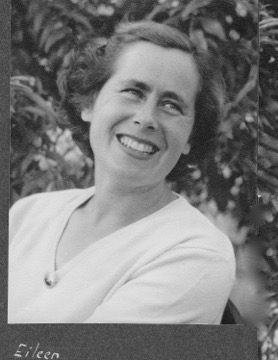
Eileen Healey.
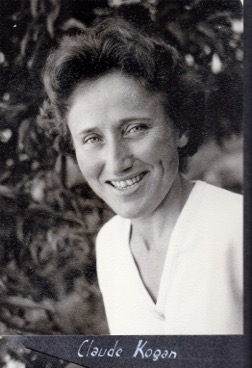
Claude Kogan.
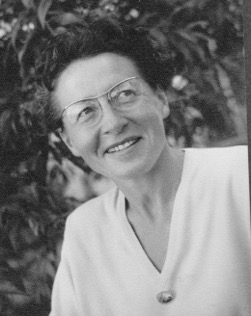
Colette Le Bret.
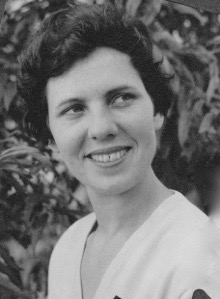
Micheline Rambaud.
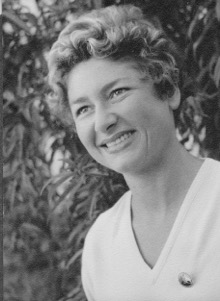
Claudine van der Straten.

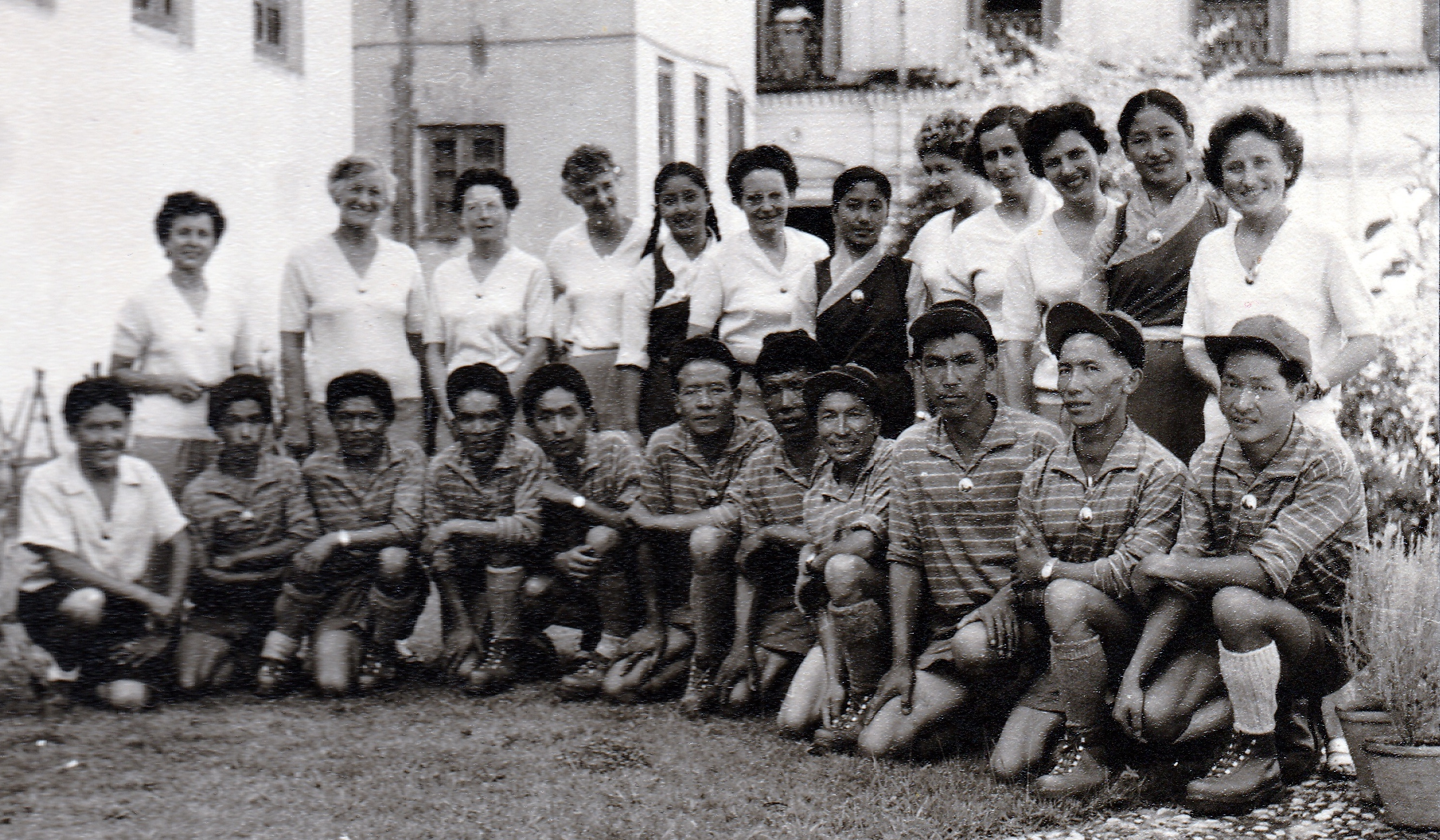
Alpinistes et porteurs avant le départ.

## Déroulement
Le départ de Paris a lieu le 12 août 1959 et le départ de Katmandou sur la piste du Nangpa La le 21 août 1959. La marche d'approche du Cho Oyu dure 24 jours en période de mousson. Le 16 septembre, le camp de base (camp 0) est établi à 5 600 mètres et une période d'acclimatation à la haute altitude commence.
Le 21 septembre, cependant, deux membres de l'expédition sont victimes de troubles dus à l'altitude, Loulou Boulaz souffre d'un œdème pulmonaire de haute altitude, Margaret Darwall d'une phlébite qui les empêchent de poursuivre l'expédition et les obligent à redescendre. Le 22 septembre Claude et Claudine ouvrent la voie au-dessus du camp de base. Peu après, Eileen et Dorothea établissent le camp 2 tandis que Claudine et Jeanne ouvrent la voie vers le camp 3. Le 28 septembre, Claudine et Claude tentent l’ascension  vers le camp 3 mais échouent. Cette ascension réussit cependant le lendemain.
Le 1er octobre, le camp 4 est installé à 7 700 mètres et Claude, Claudine et le sherpa Ang Norbu y restent pour tenter l'ascension du sommet. C'est le sort, par un tirage à la courte paille, qui désigne Claudine van der Straten pour accompagner Claude Kogan au camp 4. Mais le temps se détériore l'après-midi par des chutes de neige sous une chaleur particulièrement forte pour l'altitude, provoquant des avalanches. L'une d'elles atteint le camp 4 et l'ensevelit, tuant ses trois occupants, probablement le 2 octobre. Deux sherpas tentent de remonter au camp 4 pour aider Claude et Claudine à redescendre, mais sont pris dans une avalanche dans laquelle le sherpa Chhoyang est emporté ; l'autre survit en ayant les mains gelées. Il redescend, seul dans la tourmente et pendant 8 h, avant d'arriver au camp de base. L'ensemble de l'équipe est forcée par la météo à redescendre au camp de base. Le 11 octobre — le mauvais temps ne permet pas de lancer plus tôt les recherches — Jeanne et Dorothea réussissent à atteindre l'emplacement du camp 4 mais ne trouvent aucune trace de celui-ci.
Le retour en Europe s'effectue le 11 novembre 1959 pour Eileen Healey et Loulou Boulaz tandis que Jeanne Franco et Colette Le Bret reviennent en France le 18 novembre 1959 à l'aéroport d'Orly où elles sont attendues par des journalistes.

Emplacement des camps de l'expédition et voies suivies lors de l'ascension.
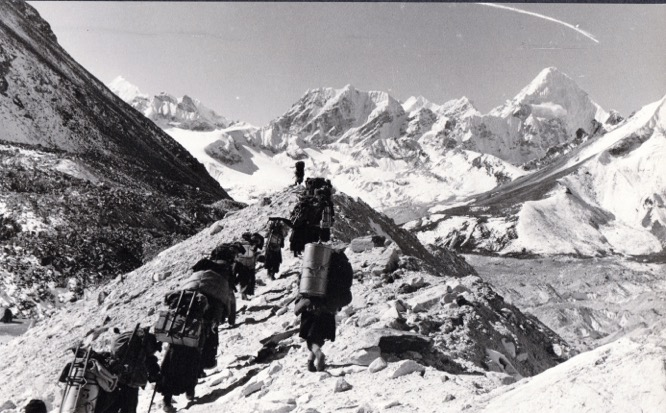
La moraine avant le col de Nangpa La.
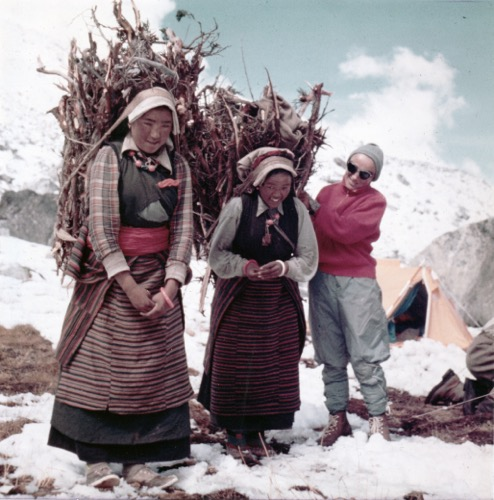
Claude Kogan et deux porteuses.
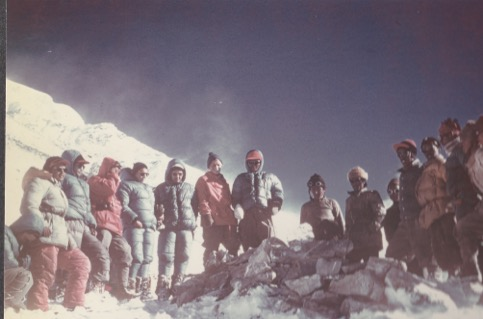
Le groupe se recueille devant le chörten construit en hommage aux morts de l'expédition.

## Bilan

### Film
Micheline Rambaud, la cinéaste de l'expédition, a réalisé un film intitulé Voyage sans retour qui retrace l'histoire du projet. Ce film a reçu le premier prix de l'Union internationale des associations d'alpinisme au festival de Trente (it) en Italie en 1960.

### Découvertes scientifiques
L'expédition de Claude Kogan a apporté en 1960 la première contribution à la description des espèces de Noctuidae au Népal. Une espèce jusqu’alors inconnue, Diarsia claudia, a d'ailleurs été découverte parmi les spécimens ramenés en France et nommée en hommage à Claude Kogan.

## Dimension féministe de l'expédition
Cécile Ottogalli-Mazzacavallo écrit dans en 2009 dans la revue La montagne et alpinisme que « cette fois, il s'agit de donner l'initiative aux femmes, rien qu'aux femmes, en regroupant les meilleures d'entre elles. » Pour Claude Kogan, « il s'agit d'atteindre le sommet du Cho Oyu en affimant la cohésion et la valeur d'une équipe de femmes au moment où, en France, les cordées féminines souffrent de dénigrement. ». À l'époque, Lucien Devies, président du CAF et de la FFM pendant la période 1945-1970, et notamment du comité de l'Himalaya au sein de la FFM, déclare à Micheline Rambaud : « J'ai toujours dit que le Cho Oyu était à vaches, le jour où un groupe de femmes y sera monté, cela prouvera que j'avais raison ». Claude Kogan « n'échappe pas au scepticisme, aux sourires ironiques, et à l'obligation de s'agenouiller pour obtenir le soutien de la Fédération » et elle organise l'expédition avec son équipe sans le soutien de la Fédération, expédition que les participantes devront financer pour l'essentiel par leurs propres moyens.
En juin 1959, Micheline Rambaud explique : « Nous voulons simplement prouver que la femme sait demeurer femme dans toutes les situations, et qu'il n'y a pas besoin d'être « un grand cheval » pour faire de l'alpinisme ».
Pendant l'expédition, Claude Kogan tient à ce que ce soit des femmes de l'expédition, et non les sherpas, qui ouvrent le passage-clé, le « passage des séracs ».
Après l'échec de l'expédition et la disparition de deux de ses membres et de deux sherpas, on cherche à identifier les causes et les responsabilités de l'issue malheureuse, « voire les imprudences de ces femmes ». Seuls des alpinistes comme Jean Franco ou Lionel Terray qui connaissaient les capacités de Claude Kogan en montagne ne remettront pas en cause ses compétences et imputeront l'échec de l'expédition à la difficulté de l'entreprise.